# Незвичайний концерт
«Незвичайний концерт» — радянський ляльковий телефільм 1972 року, пародійно-сатирична вистава Театру ляльок ім. С. Образцова, спектакль, поставлений Сергієм Образцовим і Семеном Самодуром у 1946 році. У 1968 році була створена друга редакція вистави, а у 1972 році — його телевізійна версія.

## Сюжет
Вистава являє собою пародію на різні жанри мистецтва, що зазвичай входять до збірного концерту:
- хоровий спів (урочиста кантата «Вітамін» у виконанні зведеної капели обласного аптекоуправління),
- камерна музика (віолончеліст-віртуоз Аполлон Аполлонович Передєлкін — майстер «поліпшення класики», співачка Вероніка Несмикальська),
- опера (пародійна арія у виконанні «співака італійської школи Сидора Сидоровича Сидорова-Сидоріна»),
- оперета (сцена і дует з оперети «Букет моєї бабусі»),
- авангардна музика (квантомузикальна конструкція «Світовідчуття» у виконанні квінтету «Балябадалям-69»),
- Циркові номери (фокусник Тархун ібн Абракадабра-молодший і його помічниця Шахерезада Степанівна, приборкувач Єврипід Самохін, дресирувальниця «Стелла Свісс — уроджена Степанида Свистунова»), бальні та естрадні танці (танго, чечітка), циганські романси («циганський хор Заполярної філармонії під керуванням Паши Пашина»),
- зарубіжна естрада (французька співачка Марі Жють — алюзія на Жюльєтт Греко, Мірей Матьє або Марі Лафоре, латиноамериканське тріо «Лос Самомучос»),
- конферансьє (Едуард Апломбов).

## У ролях
- Зиновій Гердт — конферансьє
- Семен Самодур — лялькар
- Єва Синельникова — лялькар
- Роберт Ляпідевський — епізод
- Михайло Петров — епізод
- Ірина Мазінг — лялькар
- Наталія Самошина — епізод
- Галина Бадіч — епізод
- Надія Івардава — епізод
- Віра Анісімова — епізод
- Лелія Кусова — епізод
- Н. Дубко — епізод
- Наталія Меркулова — епізод
- Л. Разорьонова — епізод
- Євгенія Рубановська — епізод
- Катерина Сіпавіна — епізод
- Лариса Свєтлова — епізод
- Костянтин Гуркін — епізод
- Володимир Кусов — епізод
- Аркадій Мінаков — епізод
- Роман Богомольний — епізод
- Григорій Толчинський — епізод
- Катерина Деревщікова — епізод
- Олександр Очеретянскій — епізод
- М. Ігнатов — епізод

## Творці
| - Автори — Сергій Образцов, Олексій Бонді, Зиновій Паперний, Зиновій Гердт, Семен Самодур, Володимир Кусов - Режисери-постановники — Сергій Образцов і Семен Самодур - Режисер — В. Кусов - Постановка танців — Семен Самодур - Художник-постановник — Валентин Андрієвич - Художники по костюмах — Наталія Шнайдер, Валентин Андрієвич - Художники-конструктори — В. Гарбузов, Б. Кнерцер, П. Кузнецов, В. Фліорін - Композитори — Юрій Саульський, Лев Солін, Григорій Теплицький, Ілля Шахов, Ігор Якушенко, Ілля Ягодін | - Режисер — Г. Сидорова - Оператор-постановник — Фелікс Кефчіян - Оператор — А. Тюпкін - Звукорежисер — І. Преснякова - Монтаж — В. Снісаренко |